# Олігоклаз
Олігокла́з — мінерал класу силікатів, групи польових шпатів, кислий плагіоклаз. Олігоклаз — це суміш анортиту (10-30 %) й альбіту (70-90 %). Проміжний член ізоморфного ряду плагіоклазів.
Назва утворена від дав.-гр. ὀλίγοι («мало») і грец. κλᾰ́σῐς («тріщина»), була впроваджена німецьким мінералогом Й. Ф. А. Брейтгауптом (J.F.A.Breithaupt) у 1826 році.

## Загальний опис
Хімічна формула: 90-70 % — альбіту, 10-30 % — анортиту, 10 % — ортоклазу. Сингонія триклінна. Пінакоїдальний вид. Утворює полісинтетичні двійники. Густина 2,63-2,66. Тв. 6-6,5. Колір білий, сірий, жовтуватий, червонуватий, зеленкуватий. Прозорий до напівпрозорого. Блиск сильний скляний, на площинах спайності перламутровий. Риса чорна. Злам раковистий, нерівний.
Походження олігоклазу магматичне і метаморфічне. Породоутворювальний мінерал гранітів і гнейсів, а також гранітних пегмати-тів, зокрема слюдоносних (мусковітових).
Зустрічається переважно в кислих вивержених породах — гранітах, гнейсах, сієні-тах, діоритах, а також у різних ефузивних породах — андезитах, трахітах та ін. В Україні присутній у межах Українського щита.

## Різновиди
Розрізняють:
- олігоклаз-альбіт (альбіт);
- олігоклаз-андезин (див. андезин-олігоклаз);
- олігоклаз каліїстий (різновид олігоклазу, який містить до 1,5 % К2О);
- олігоклаз лазуровий (олігоклаз з іризацією).